# Łabiszewo
Łabiszewo (kaszb. Łabiszewò, niem. Labüssow) – wieś sołecka w Polsce położona w województwie pomorskim, w powiecie słupskim, w gminie Dębnica Kaszubska. W skład sołectwa Łabiszewo wchodzi również miejscowość Boguszyce.
W latach 1975–1998 miejscowość administracyjnie należała do województwa słupskiego.

## Nazwa
Nazwa miejscowości, wzmiankowana po raz pierwszy w 1518 w formie Labussow, ma pochodzenie słowiańskie i charakter dzierżawczy. Powstała przez dodanie do nazwy osobowej Łabusz formantu -ewo. Niemiecka nazwa Labüssow jest adaptacją fonetyczną pierwotnej nazwy słowiańskiej. Polska nazwa Łabiszewo w miejsce oczekiwanej *Łabuszewo jest wynikiem niedokładnej resubstytucji nazwy niemieckiej.
Rada Języka Kaszubskiego proponuje kaszubską formę nazwy Łabiszewò.

## Ochrona przyrody
W obrębie ewidencyjnym Łabiszewo znajduje się pięć użytków ekologicznych – „Torfowisko Wieliszewo 3”, „Torfowisko Wieliszewo 4”, „Torfowisko Wieliszewo 5”, „Torfowisko Wieliszewo 6” oraz „Torfowisko Wieliszewo 7”. Utworzone zostały 13 maja 2008 na mocy Uchwały Nr XV/80/2008 Rady Gminy Dębnica Kaszubska z dnia 14 lutego 2008 r. w sprawie utworzenia użytków ekologicznych. Przedmiotem ich ochrony są torfowiska wysokie porośnięte młodym borem bagiennym, będące częścią kompleksu torfowisk wysokich typu bałtyckiego „Torfowisko Wieliszewo”, które z kolei współtworzy „Wieliszewskie Bagna” o łącznej powierzchni 133,70 ha.

## Poniemieckie cmentarze ewangelickie
W Łabiszewie zlokalizowane są trzy cmentarze dawnych mieszkańców wsi. Jeden z nich położony jest w odległości około 1,2 km na południowy wschód od zwartej zabudowy miejscowości, przy gruntowej drodze do Podola Małego. Datuje się go na początek XX wieku. Mur wyznaczający granice cmentarza, podobnie jak nasadzenia wzdłuż niego, zachowały się tylko częściowo. Przetrwały nieliczne fragmenty nagrobków, w tym m.in. tablica inskrypcyjna z datą pochówku z 1919.
Dwa pozostałe cmentarze – wiejski i rodowy – znajdują się na północnym zachodzie od zabudowań wsi, w lesie. Cmentarz wiejski został założony w XIX wieku, na planie wydłużonego prostokąta. Jest w znacznym stopniu zdewastowany, w terenie nie da się odczytać jego granic, a o jego niegdysiejszym funkcjonowaniu świadczą jedynie starodrzew i nieliczne fragmenty kamieni nagrobnych.
Cmentarz rodowy z kolei zachował się dość dobrze. Czytelny jest jego układ przestrzenny. Zachowała się mała architektura. Na mapach archiwalnych jest wyrysowany na planie kwadratu, w terenie jednak otaczający go z jednej strony mur ma łukowaty kształt i zwieńczony jest wysokim krzyżem.

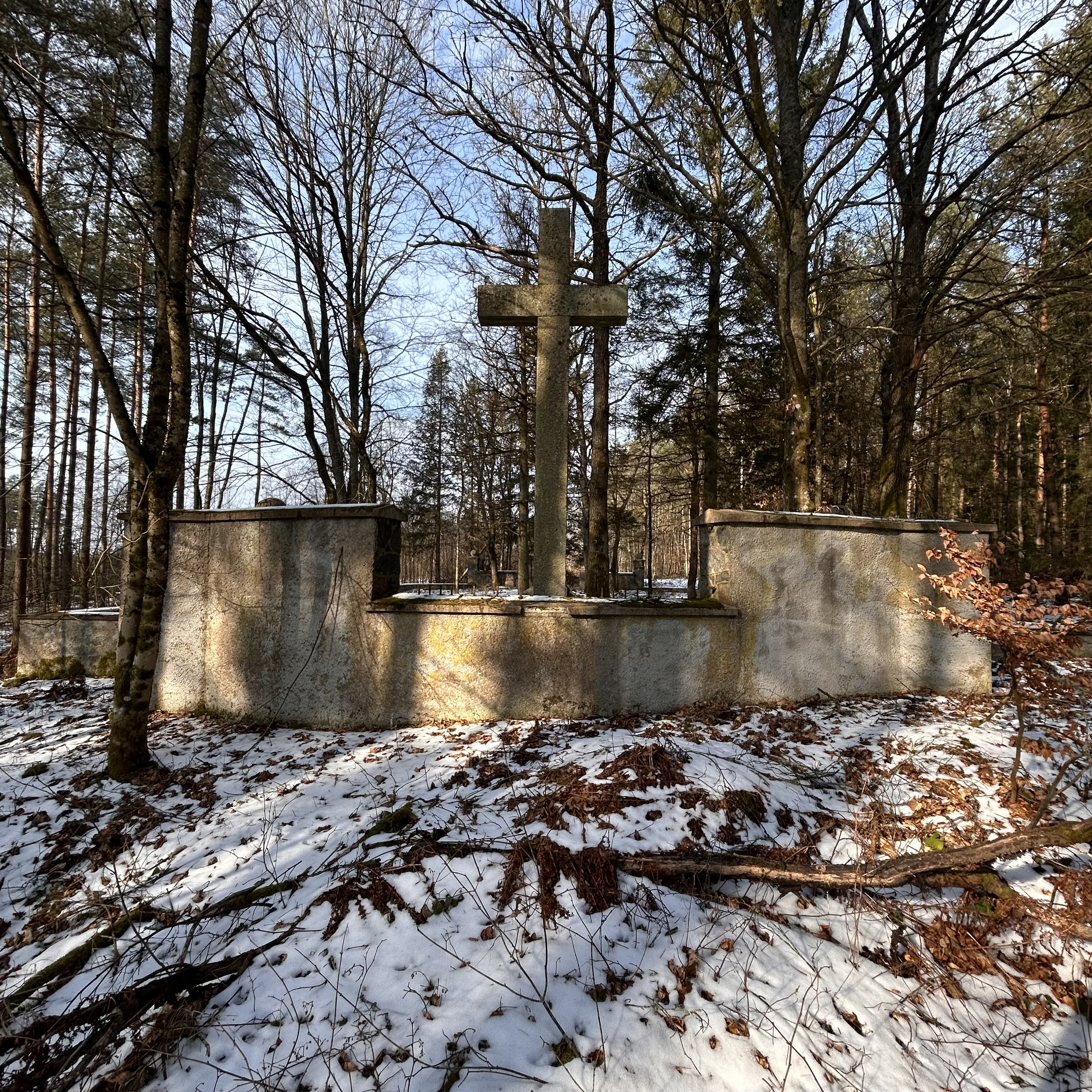
Otaczający cmentarz rodowy w Łabiszewie mur i górujący nad nim granitowy krzyż
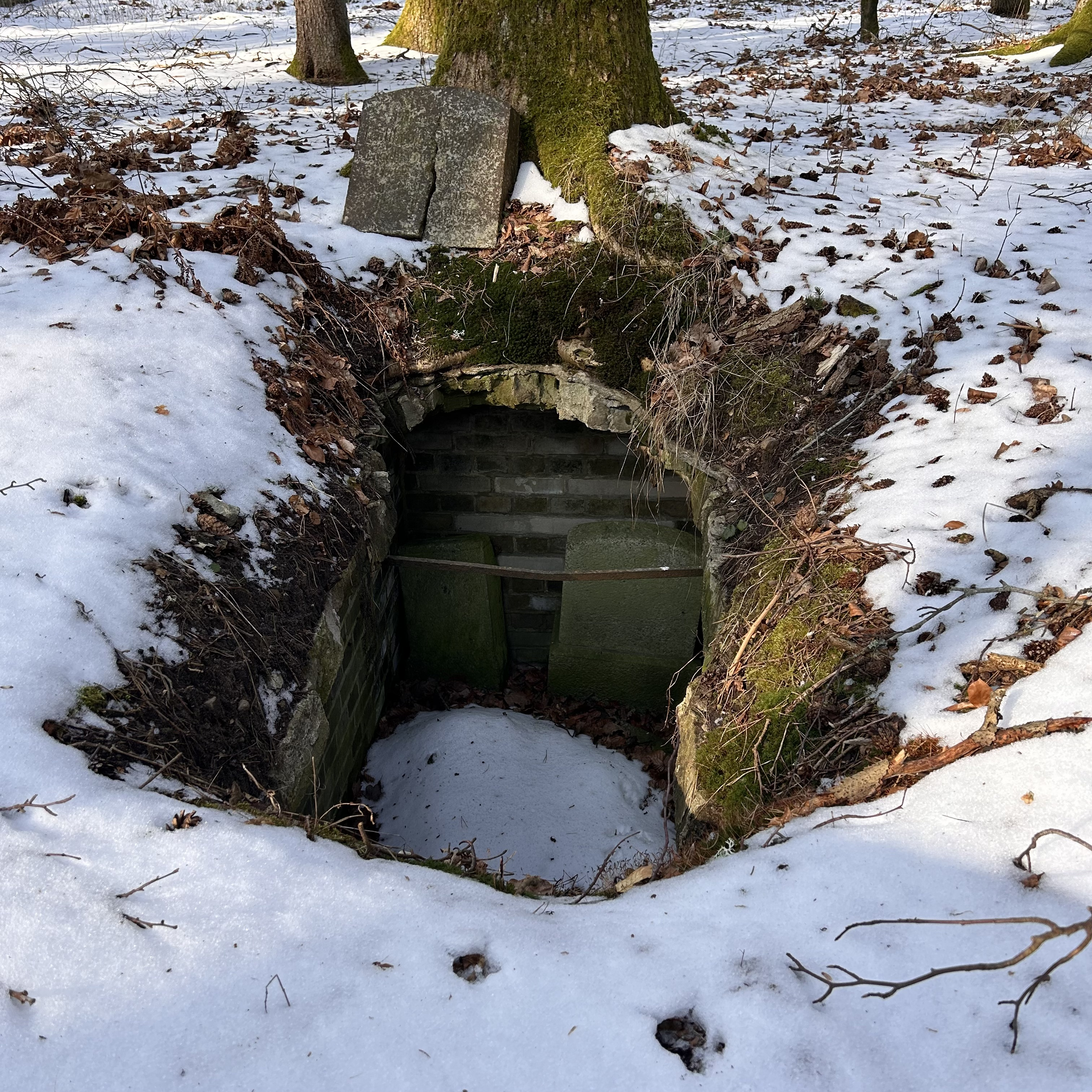
Wnęka grobowa ze stelą i postumentem na cmentarzu rodowym w Łabiszewie
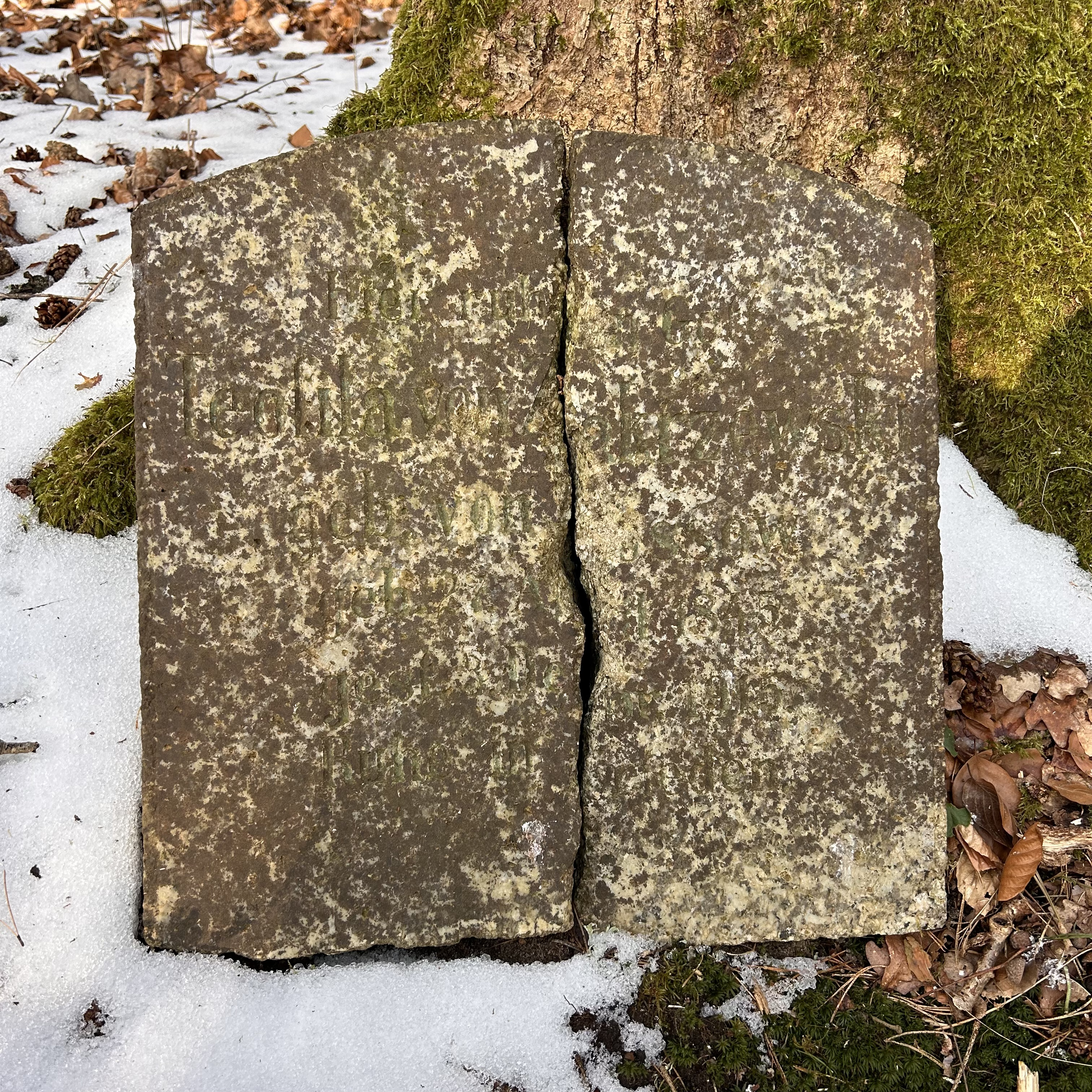
Stela upamiętniająca miejsce pochówku Teofili von Zakrzewski (ur. 22.04.1845, zm. 03.12.1915) na cmentarzu rodowym w Łabiszewie
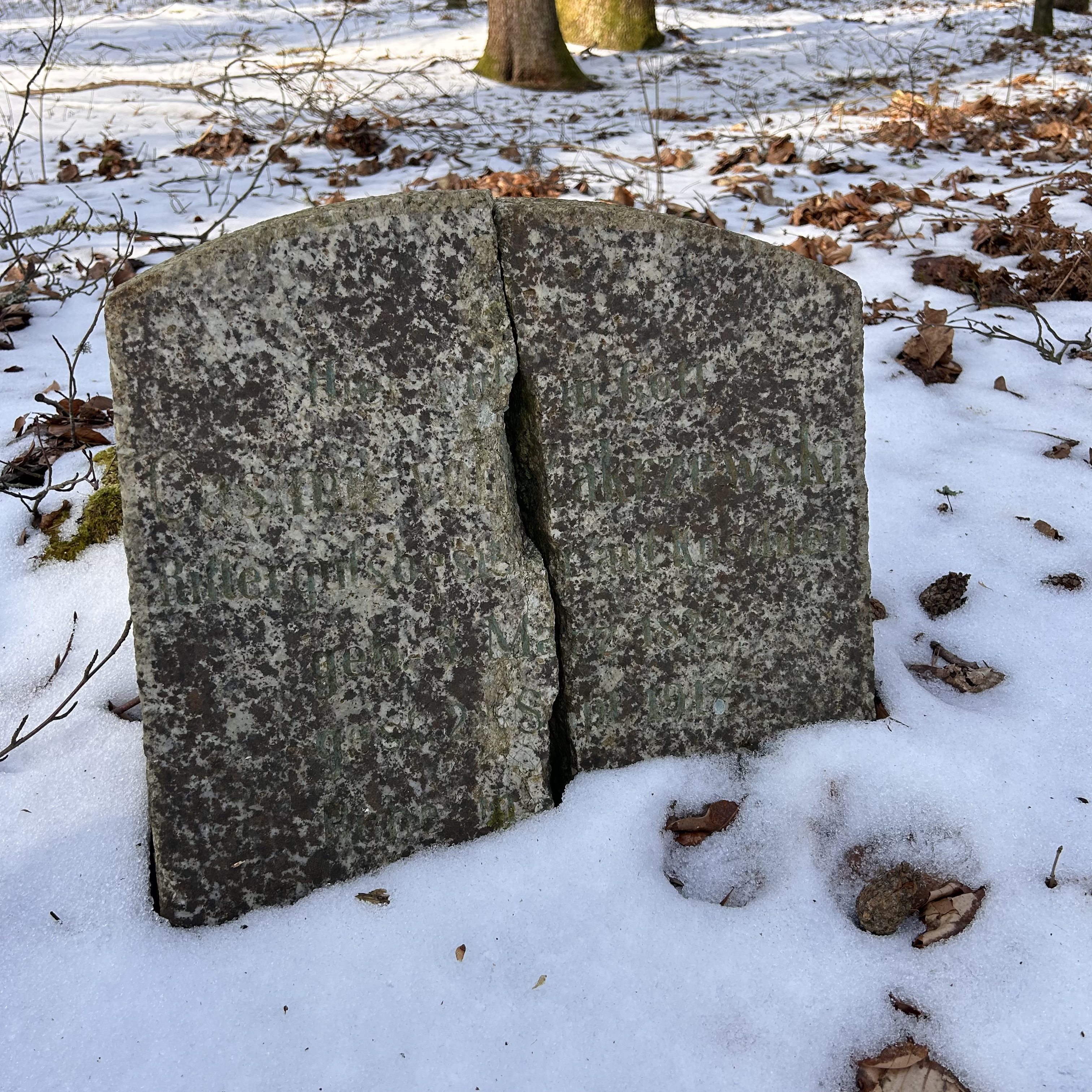
Stela upamiętniająca miejsce pochówku Casimira von Zakrzewski (ur. 03.03.1872, zm. 2X.09.1917), rycerza, na cmentarzu rodowym w Łabiszewie
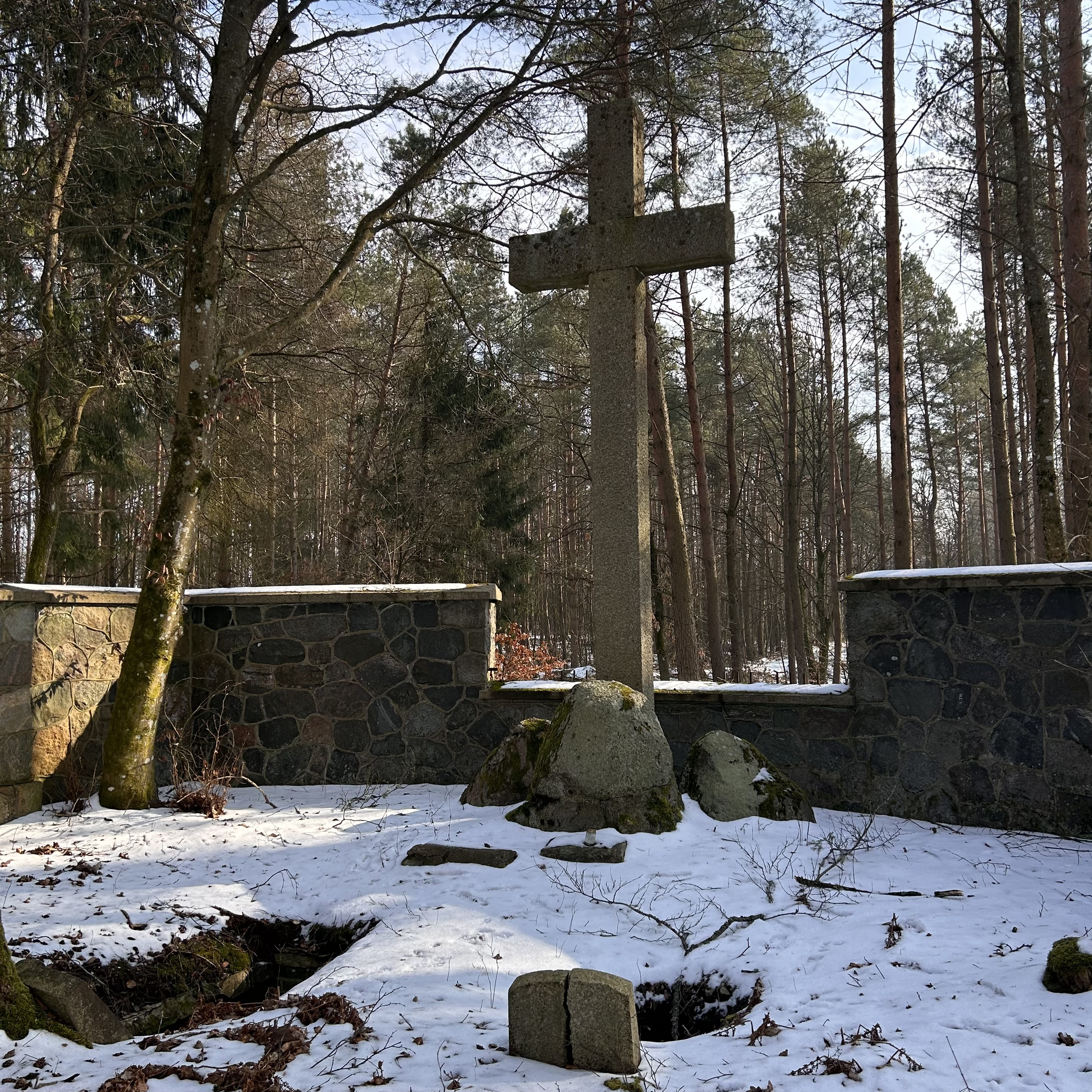
Granitowy krzyż o wymiarach 6,0 × 0,40 x 0,31 górujący nad cmentarzem rodowym w Łabiszewie